# 洛带会馆
洛带会馆，位于四川省成都市龙泉驿区洛带镇，会馆建筑群由广东会馆、湖广会馆、江西会馆、川北会馆四大建筑群所组成。2002年12月27日列為四川省第六批省級文物保護單位。2006年5月25日列為第六批全國重點文物保護單位。

## 历史
洛带会馆中的广东会馆、江西会馆均始建于清乾隆十一年（1746年），清末部分毁损，民国时期修复重建。湖广会馆建于清乾隆年间的1736年至1795年，后于1912年毁于火灾，次年重建。川北会馆建于清同治年间的1862年至1874年，原位于成都市锦江区卧龙桥，1998年迁建于洛带古镇。